# Morpho perseus
Morpho perseus is een vlinder uit de familie Nymphalidae. De wetenschappelijke naam van de soort is voor het eerst geldig gepubliceerd in 1779 door Pieter Cramer.

## Kenmerken
De vleugels van deze vlinder zijn overwegend bruin bij beide geslachten. De spanwijdte bedraagt 12 tot 14 cm.

## Verspreiding en leefgebied
Deze vlindersoort komt voor van Midden-Amerika tot Venezuela en Brazilië.